# Deep State
Deep State — серия комиксов, которую в 2014—2015 годах издавала компания Boom! Studios.

## Синопсис
Серия повествует о двух спецагентах, Джоне Хэрроу и миссис Бранч, которые выполняют секретные задания для правительства США, неуказанные ни в одном реестре.

### Выпуски
| № | Дата выхода     | Оценка на Comic Book Roundup    | Предполагаемый объём продаж (первый месяц) |
| - | --------------- | ------------------------------- | ------------------------------------------ |
| 1 | 12 ноября 2014  | 7,8 из 10 на основе 22 рецензий | 8 768, позиция в Северной Америке — 207    |
| 2 | 10 декабря 2014 | 7,9 из 10 на основе 6 рецензий  | н/д                                        |
| 3 | 14 января 2015  | 7,8 из 10 на основе 7 рецензий  | н/д                                        |
| 4 | 11 февраля 2015 | 8,4 из 10 на основе 2 рецензий  | н/д                                        |
| 5 | 8 апреля 2015   | 7,7 из 10 на основе 3 рецензий  | н/д                                        |
| 6 | 13 мая 2015     | 8,6 из 10 на основе 3 рецензий  | н/д                                        |
| 7 | 24 июня 2015    | 6,9 из 10 на основе 4 рецензий  | н/д                                        |
| 8 | 29 июля 2015    | 8 из 10 на основе 1 рецензии    | н/д                                        |

### Сборники
| Название                        | Тип            | Дата выхода     | Собранный материал | Кол-во страниц | ISBN                       | Предполагаемый объём продаж (первый месяц) |
| ------------------------------- | -------------- | --------------- | ------------------ | -------------- | -------------------------- | ------------------------------------------ |
| Vol. 1: Darker Side of the Moon | Мягкая обложка | 1 апреля 2015   | Deep State #1-4    | 112            | 978-1608864928, 1608864928 | 840, позиция в Северной Америке — 180      |
| Vol. 2: Systems of Control      | Мягкая обложка | 23 декабря 2015 | Deep State #5-8    | 112            | 978-1608867417, 1608867412 | н/д                                        |

## Отзывы
На сайте Comic Book Roundup серия имеет оценку 7,9 из 10 на основе 48 рецензий. Мэрикейт Джаспер из Comic Book Resources сравнила комикс с телесериалом «Секретные материалы». Дэвид Пепос из Newsarama дал первому выпуску 7 баллов из 10 и отмечал схожесть произведения с фильмом «Люди в чёрном». Джей Эл Карабальо из Comics Bulletin поставил дебюту 5 звёзд из 5 и провёл параллель с мультсериалом «Братья Вентура». Рецензент из Comic Vine вручил первому выпуску 4 звезды из 5 и похвалил художников.